# Europastraße 9
Die Europastraße 9 (E 9) oder Europastraße 09 (E 09) ist eine Europastraße, die sich in Nord-Süd-Richtung durch Frankreich und Spanien erstreckt. Sie beginnt in Orléans und endet in Barcelona.

## Verlauf
Die vorangestellten Straßenbezeichnungen geben an, mit welchen nationalen oder Europastraßen die jeweiligen Streckenabschnitte identisch sind. Hinter den Ortsnamen angegebene Bezeichnungen geben Knotenpunkte mit anderen Europastraßen an. Es gibt Überlegungen den Abschnitt durch die Pyrenäen ebenfalls zu einer Autobahn auszubauen.

### Frankreich
- A71: Orléans – Vierzon (E11)
- A20: Vierzon – Vatan – Châteauroux – Limoges
- A20: Limoges – Brive-la-Gaillarde – Cahors – Montauban (E72)
- A62/E72: Montauban – Toulouse (E80)
- A61/E80: Toulouse – Montesquieu-Lauragais
- A66: Montesquieu-Lauragais – Pamiers
- N20: Pamiers – Foix – Ax-les-Thermes – Col de Puymorens – Bourg-Madame

### Spanien
- C16: Puigcerdà – Alp – Bagà – Berga – Gironella – Manresa – Terrassa – Rubí – Barcelona (E15/E90)